# Vild kärlek
Vild kärlek är en dejtingsåpa som hade premiär på TV-kanalen TV3 och strömningstjänsten Viaplay den 31 januari 2023. Serien är inspelad på Klarälven under 2022. Deltagarna är mellan 23 - 33 år och kommer från olika delar av Sverige.
Första säsongen består av 10 avsnitt.

## Upplägg
I Vild kärlek matchas tio singlar, fem tjejer och fem killar, ihop i par för att sedan på varsin träflotte flyta nedför Klarälven i syfte att finna kärleken. Under seriens gång får deltagarna uppleva vildmarksliv på flotten, bo i tält och vara med på både det bästa och det sämsta som naturen erbjuder.